# Yorgos Lamprinos
Yorgos Lamprinos (Grieks: Γιωργος Λαμπρινος) is een Griekse filmmonteur (editor) die actief is in de Franse cinema.

## Biografie
Lamprinos heeft gewerkt met diverse regisseurs als Costa-Gavras en Florian Zeller. In 2019 won hij de César voor beste montage voor Jusqu'à la garde. In 2021 werd hij genomineerd voor een Oscar voor beste montage voor The Father. In de zomer van 2021 werd Lamprinos lid van de Academy of Motion Picture Arts and Sciences.
Hij is de zoon van filmregisseur Fotos Lamprinos.

## Filmografie

### Film
- 2007: Cartouches gauloises
- 2012: Le Capital
- 2014: Xenia
- 2015: Graziella
- 2015: Maintenant ils peuvent venir
- 2016: De sas en sas
- 2017: Jusqu'à la garde
- 2019: Exfiltrés
- 2019: Un divan à Tunis
- 2020: The Father
- 2020: Si le vent tombe
- 2022: Broadway
- 2022: Tom
- 2022: The Son

### Documentaire
- 2010: Africa Is Back
- 2014: Abd El-Kader
- 2015: Exotica, Erotica, Etc.
- 2016: Making Heretics
- 2018: Obscuro Barroco

### Televisieserie
- 2015: The Last Panthers